# Marc Höcher
Marc Höcher (Almelo, 9 settembre 1984) è un ex calciatore olandese, di ruolo attaccante.

## Carriera
In carriera ha totalizzato complessivamente 107 presenze e 6 reti nella prima divisione olandese, oltre a 4 presenze nei turni preliminari della UEFA Europa League 2011-2012.

## Palmarès
- Eerste Divisie: 1

Heracles Almelo: 2004-2005